# Bergeranthus scapiger
Bergeranthus scapiger es una especie de planta suculenta perteneciente a la familia Aizoaceae.

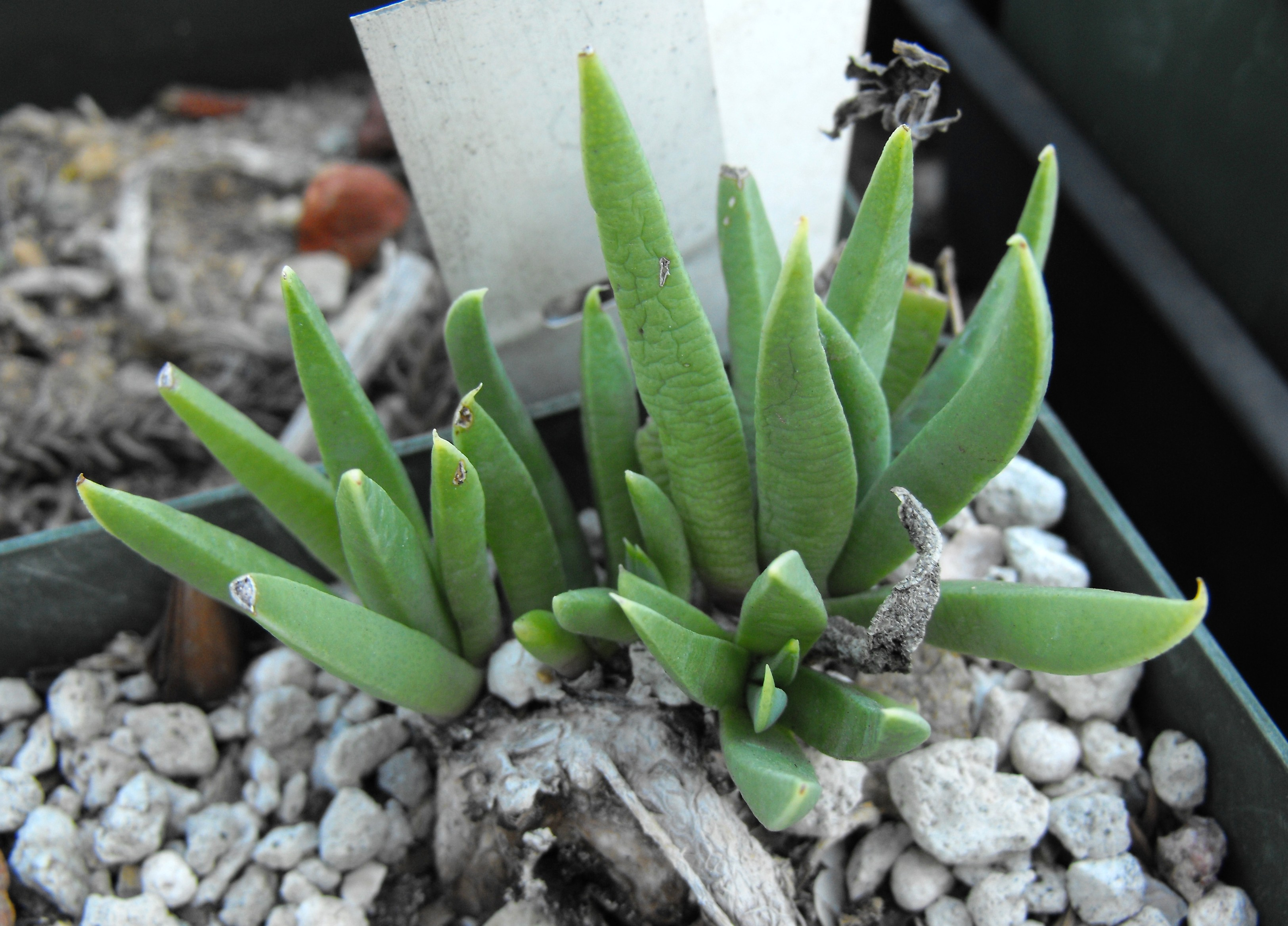
Detalle de la planta

## Descripción
Es una planta suculenta perennifolia que alcanza un tamaño de 4'5 a 10 cm de altura a una altitud de  15 - 853 metros en Sudáfrica.

## Taxonomía
Bergeranthus scapiger fue descrita por (Haw.) Schwantes y publicado en Zeitschrift für Sukkulentenkunde. Berlin 2: 180. 1926.
Etimología
Bergeranthus: nombre genérico que fue otorgado en honor de Alwin Berger, botánico alemán conocido por su contribución a la nomenclatura de las plantas suculentas, particularmente agaves y cactos. 
scapiger: epíteto latino que significa "con escapo".
Sinonimia
- Mesembryanthemum scapiger Haw. (1824) basónimo[4]